# Parc Astérix
Parc Astérix är en nöjespark i Plailly cirka 30 km norr om Paris i Frankrike som öppnades den 30 april 1989. Den är baserad på den franska tecknade serien Asterix. 

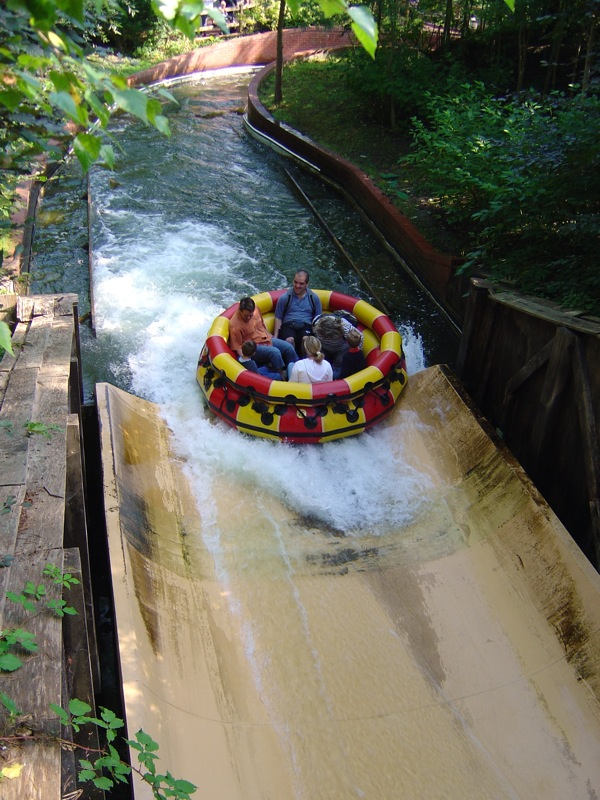
Forsfärd i l’Oxygénarium.

## Attraktioner
Parken har bland annat Europas längsta berg- och dalbana i trä, Zeus.
- Tonnerre de Zeus, en 1230 meter lång berg- och dalbana i trä (1997)
- Goudurix, en 950 meter lång berg- och dalbana i stålkonstruktion med hela sju inversioner (1989)
- Oxygénarium, forsfärd i gummiflottar (1999)
- Transdémonium, ett spöktåg med specialeffekter (2003)
- La Trace du Hourra, en 900 meter lång berg- och dalbana med topphastigheten 80 km/h (2001)
- La Galère, piratskepp med gungande gondol (1989)
- Menhir Express, en vattenbana med uppförs- och nedförsbackar där åkarna sitter i stockar (båtar) (1995)
- Romus et Rapidus, en vattenbana snarlik Lisebergs Kållerado (1989)
- Grand Splatch, ännu en vattenbana som påminner om Kållerado (1989)
- OzIris, en berg- och dalbana med inversioner, 1000 meter lång (2012)
- Le Défi de César, en blandning av spökhus och lustiga huset (2008)
- Le Delphinarium, ett av Europas största delfinarier[1]

## Bilder

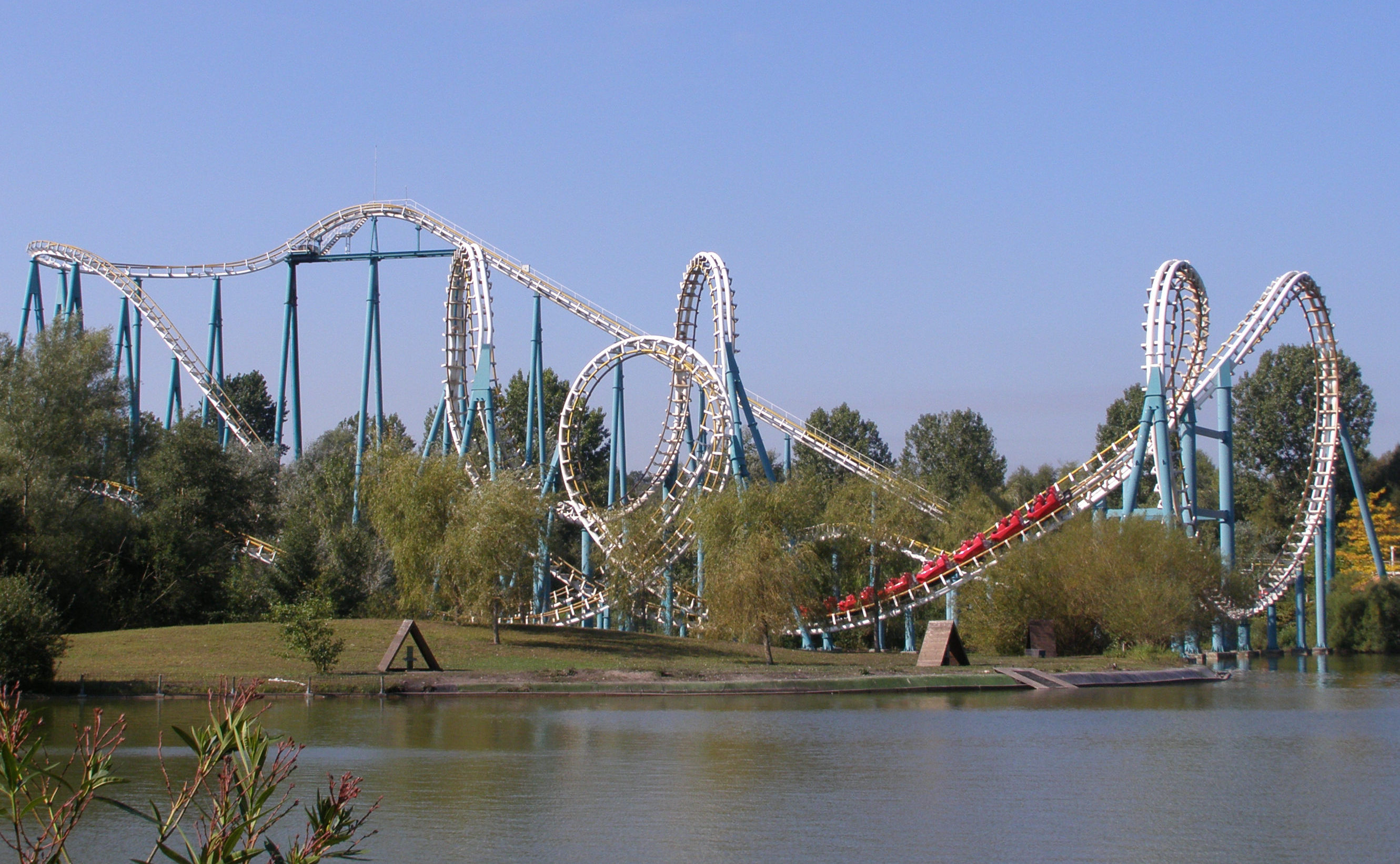
Goudurix
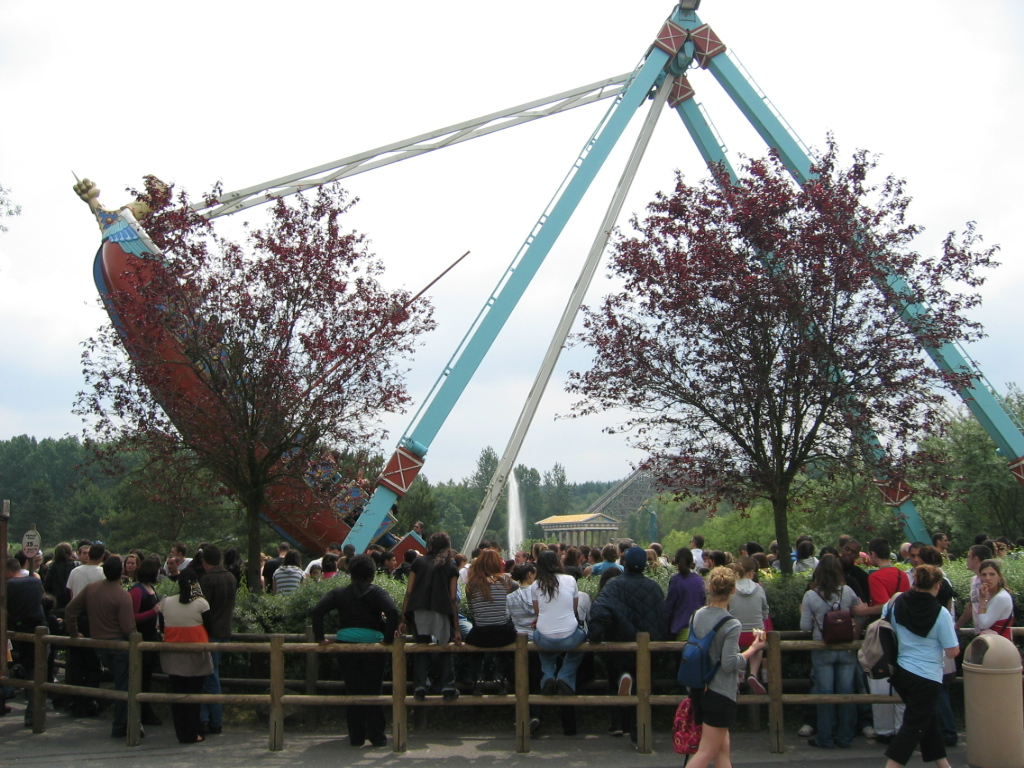
La Galère
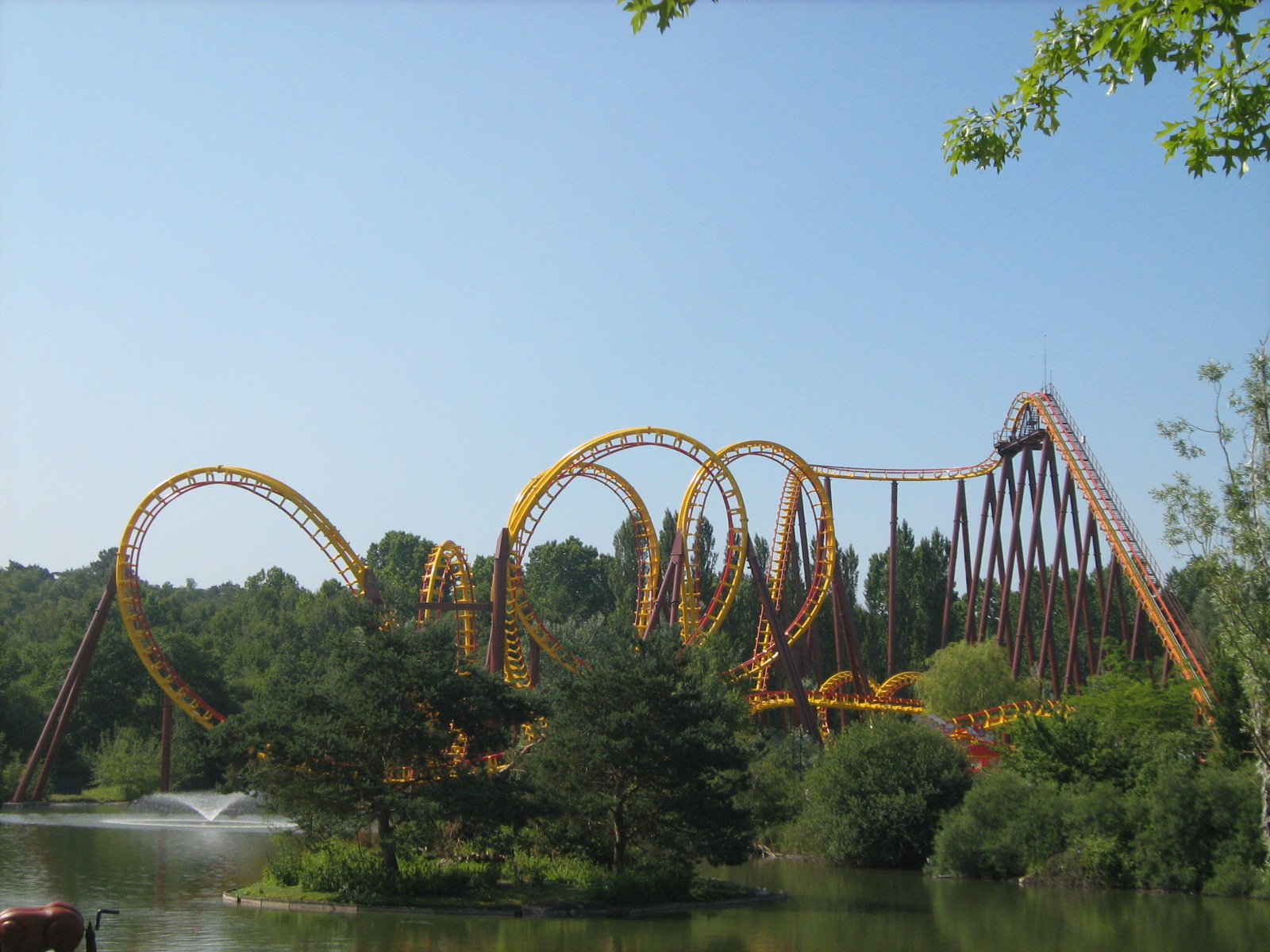
Goudurix